# Leopold Matyáš z Lambergu
Leopold Matyáš Zikmund kníže z Lambergu (německy Leopold Mathias Sigismund Fürst von Lamberg; 23. února 1667 Vídeň – 10. března 1711 Vídeň) byl rakouský šlechtic a dvořan ve službách Habsburků. Patřil k přátelům císaře Josefa I. a v letech 1708–1711 zastával funkci císařského nejvyššího štolby. Byl nositelem Řádu zlatého rouna a v roce 1707 získal titul knížete.

## Životopis

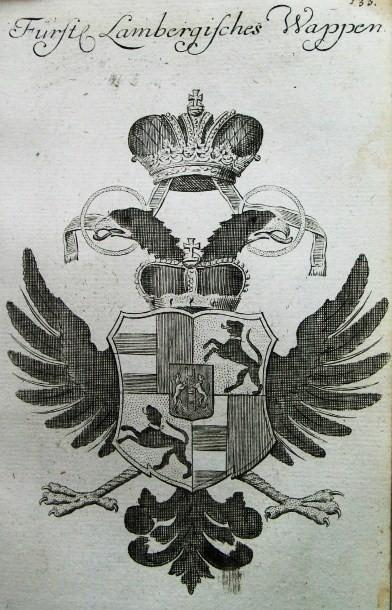
Knížecí erb Lambergů

Pocházel ze staré šlechtické rodiny Lambergů, byl nejstarším synem hraběte Františka Josefa z Lambergu (1637–1712) a jeho manželky Anny Marie z Trauttmansdorffu (1642–1727). Narodil se ve Vídni, jeho kmotry byli císař Leopold I. a dědeček Adam Matyáš z Trauttmansdorffu, český nejvyšší maršálek. Od dětství vyrůstal u dvora a později se stal blízkým přítelem arcivévody Josefa, pozdějšího císaře. Stal se císařským komořím a u dvora následníka trůnu zastával funkci prvního komorníka. Měl na starosti především soukromý život arcivévody Josefa spojený se zálibou v lovu. V roce 1700 získal Řád zlatého rouna, Josefa pak doprovázel na vojenské tažení během války o španělské dědictví, zúčastnil se například obléhání pevnosti Landau. Dne 1. listopadu 1707 byl povýšen do knížecího stavu, pro svůj rod získal také dědičný úřad nejvyššího lovčího v Horním Rakousku. Během války o španělské dědictví dosáhl také významného postavení v rámci Říše. Bavorský kurfiřt Maxmilián II. Emanuel byl ve válce spojencem Francie proti Habsburkům a císař na něj uvalil říšskou klatbu. Kurfiřtovo území Leuchtenberg bylo zkonfiskováno a s titulem lantkraběte je získal Leopold z Lambergu, který se tak zařadil mezi říšské rody. V letech 1708–1711 byl císařským nejvyšším štolbou. Zemřel v roce 1711 ve věku 44 let následkem srdeční choroby. Knížecí titul zdědil nejprve dosud žijící otec František Josef a v roce 1712 Leopoldův mladší bratr František Antonín (1678–1759). Po ukončení války o španělské dědictví bylo území Leuchtenberg Rastattským mírem vráceno v roce 1714 zpět Bavorsku.

## Rodina
V roce 1691 se oženil s hraběnkou Marií Klaudií Küniglovou (1669–1710), s níž měl šest dětí, z nichž dva synové zemřeli v dětském věku.
- 1. Marie Terezie Josefa (1692–1750), ∞ 1720 Antonín Amadeus Rabutin, hrabě de Bussy (1682–1727), císařský generál, vyslanec v Berlíně a Petrohradu
- 2. Jan Filip (1694–1706)
- 3. Filipína Marie Anna (1695–1762), ∞ 1718 Ludvík Ondřej hrabě z Khevenhülleru (1673–1744), císařský polní maršál
- 4. Marie Josefa Johanna, ∞ 1726 Josef Maria svobodný pán von Neuhaus (1698–1758), císařský diplomat, vyslanec v Petrohradu a u říšského sněmu v Řezně
- 5. Leopold František Xaver (1702–1709)
- 6. Marie Josefa Filipína (1706–1707)

Několik Leopoldových mladších bratrů dosáhlo vysokých funkcí v církevní hierarchii, nejvýznamnějším z nich byl kardinál Josef Dominik z Lambergu (1680–1761), v letech 1723–1761 biskup v Pasově. Pasovským biskupem byl předtím v letech 1689–1712 také jejich strýc Jan Filip z Lambergu (1651–1712), taktéž kardinál.